# Hasio
El hasio es un elemento sintético de la tabla periódica cuyo símbolo es Hs y su número atómico es 108. Su isótopo más estable es el Hs-269, que tiene un periodo de semidesintegración de 9,7 segundos.

## Historia
El hasio fue sintetizado por primera vez en 1984 por el grupo de investigación alemán Gesellschaft für Schwerionenforschung localizado en Darmstadt. El nombre hasio propuesto por el grupo se debe al estado alemán de Hesse en el que se encuentra el GSI.
Hubo una controversia acerca del nombre de los elementos 101 a 109. Inicialmente la IUPAC adoptó el nombre unniloctio (de símbolo Uno) como un nombre temporal y sistemático para este elemento. En 1994 la IUPAC recomendó el nombre hahnio para el elemento 108, pero finalmente se adoptó internacionalmente el nombre hassio en 1997. En 2017 los organismos de denominación en español eliminaron la secuencia gráfica —ss—, incluso como variante, por ser ajena al sistema ortográfico del español.

## Descubrimiento

### Fusión en frío
Las reacciones nucleares utilizadas en la década de 1960 daban lugar a altas energías de excitación que requerían la expulsión de cuatro o cinco neutrones; estas reacciones utilizaban blancos hechos de elementos con altos números atómicos para maximizar la diferencia de tamaño entre los dos núcleos en una reacción. Aunque esto aumentaba las posibilidades de fusión debido a la menor repulsión electrostática entre el blanco y el proyectil, los núcleos compuestos formados a menudo se rompían y no sobrevivían para formar un nuevo elemento. Además, los procesos de fusión producen inevitablemente núcleos pobres en neutrones, ya que los elementos más pesados requieren más neutrones por protón para maximizar la estabilidad; por lo tanto, la necesaria eyección de neutrones da lugar a productos finales que suelen tener tiempos de vida más cortos. Por ello, los haces ligeros (de seis a diez protones) permitieron la síntesis de elementos sólo hasta el 106.
Para avanzar hacia elementos más pesados, el físico soviético Yuri Oganessian en el Instituto Conjunto de Investigación Nuclear (JINR) en Dubna, Óblast de Moscú, SFSR rusa, Unión Soviética, propuso un mecanismo diferente, en el que el núcleo bombardeado sería el plomo-208, que tiene número mágico de protones y neutrones, u otro núcleo cercano a él. Cada protón y neutrón tiene un valor fijo de energía de reposo; los de todos los protones son iguales y también los de todos los neutrones. En un núcleo, parte de esta energía se desvía a la unión de protones y neutrones; si un núcleo tiene un número mágico de protones y/o neutrones, entonces se desvía aún más de su energía de reposo, lo que da al nucleido una estabilidad adicional. Esta estabilidad adicional requiere más energía para que un núcleo externo rompa el existente y lo penetre.
Más energía desviada a la unión de nucleones significa menos energía de reposo, que a su vez significa menos masa (la masa es proporcional a la energía de reposo). Números atómicos más iguales de los núcleos que reaccionan dan lugar a una mayor repulsión electrostática entre ellos, pero el menor exceso de masa del núcleo objetivo lo equilibra. Esto deja menos energía de excitación para el núcleo compuesto recién creado, que necesita menos eyecciones de neutrones para alcanzar un estado estable. Debido a esta diferencia energética, el primer mecanismo se conoce como "fusión caliente" y el segundo como "fusión fría".
La fusión fría se declaró exitosa por primera vez en 1974 en el JINR, cuando se probó para la síntesis del elemento aún no descubierto 106. Se proyectó que estos nuevos núcleos decaerían por fisión espontánea. Los físicos del JINR concluyeron que el elemento 106 se produjo en el experimento porque ningún núcleo de fisión conocido en ese momento mostraba parámetros de fisión similares a los observados durante el experimento y porque el cambio de cualquiera de los dos núcleos en las reacciones anulaba los efectos observados. Los físicos del Lawrence Berkeley Laboratory (LBL; originalmente Radiation Laboratory, RL, y más tarde Lawrence Berkeley National Laboratory, LBNL) de la Universidad de California en Berkeley, Estados Unidos, también expresaron gran interés en la nueva técnica. Cuando se le preguntó hasta dónde podría llegar este nuevo método y si los objetivos de plomo eran una Klondike de la física, Oganessian respondió: "Klondike puede ser una exageración [...] Pero pronto, intentaremos conseguir elementos 107... 108 en estas reacciones".

### Informes
La síntesis del elemento 108 fue inicialmente intentada en 1978 por el grupo de investigadores liderado por Oganessian en el JINR. El grupo utilizó una reacción que pudiera generar el elemento 108, específicamente, el isótopo270108, a partir de la fusión del radio (específicamente, el isótopo 226
88Ra) y calcio (48
20Ca). Los investigadores tenían dudas sobre como interpretar los datos, y su informe no afirmó en forma clara un reclamo de que hubieran descubierto el elemento. Ese mismo año, otro grupo de investigadores en JINR investigaron la posibilidad de sintetizar el elemento 108 a partir de reacciones entre plomo (208
82Pb) y hierro (58
26Fe); ellos tenían dudas sobre como interpretar los resultados, indicando que era posible que el elemento 108 no hubiera sido creado.

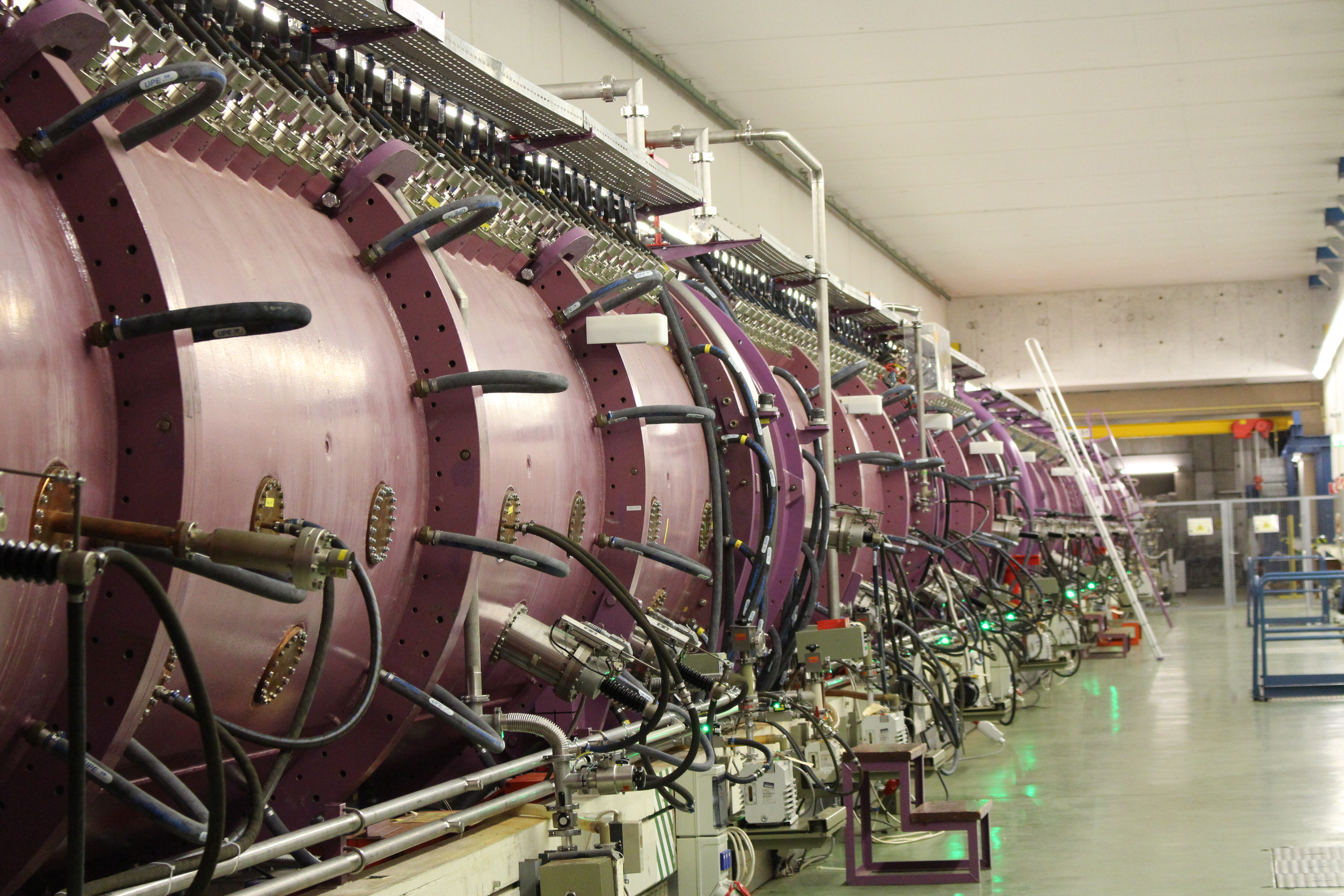
Acelerador lineal de partículas UNILAC del GSI, donde fue descubierto el hasio y donde su química fue observada por primera vez

En 1983, se realizaron nuevos experimentos en JINR. Los experimentos probablemente resultaron en la síntesis del elemento 108; bismuto (209
83Bi) fue bombardeado con manganeso (55
25Mr) para obtener 263108, plomo (207
82Pb, 208
82Pb) fue bombardeado con hierro (58
26Fe) para obtener 264108, y californio (249
98Cf) fue bombardeado con neón (22
10Ne) para obtener 270108. Estos experimentos no fueron anunciados como un descubrimiento y Oganessian los anunció en una conferencia en vez de mediante un informe escrito.
En 1984, investigadores del JINR en Dubna realizaron experimentos con esquemas idénticos a los realizados con anterioridad; bombardearon blancos de bismuto y plomo con iones de los elementos más livianos manganeso y hierro, respectivamente. Se registraron veintiún eventos de fisión espontánea; los investigadores concluyeron que los mismos habían sido causados por 264108.

### Arbitraje
En 1985, la Unión Internacional de Química Pura y Aplicada (IUPAC) y la Unión Internacional de Física Pura y Aplicada (IUPAP) formaron el Grupo de Trabajo de Transferencias (GTT) para evaluar el descubrimiento y establecer los nombres definitivos de los elementos con números atómicos superiores a 100. El grupo celebró reuniones con delegados de los tres institutos competidores; en 1990, establecieron los criterios para el reconocimiento de un elemento y en 1991, terminaron el trabajo de evaluación de los descubrimientos y se disolvieron. Estos resultados se publicaron en 1993.
Según el informe, los trabajos de 1984 del JINR y del GSI establecieron simultánea e independientemente la síntesis del elemento 108. De los dos trabajos de 1984, el del GSI se consideraba suficiente como descubrimiento por sí mismo. El trabajo del JINR, que precedió al del GSI, mostraba "muy probablemente" la síntesis del elemento 108. Sin embargo, esto se determinó en retrospectiva dado el trabajo de Darmstadt; el trabajo del JINR se centró en identificar químicamente a las nietas remotas de los isótopos del elemento 108 (lo que no podía excluir la posibilidad de que estos isótopos hijos tuvieran otros progenitores), mientras que el trabajo del GSI identificó claramente la trayectoria de desintegración de esos isótopos del elemento{nbs}}108. El informe concluyó que el mayor mérito debía concederse al GSI. En las respuestas escritas a este dictamen, tanto el JINR como el GSI estuvieron de acuerdo con sus conclusiones. En la misma respuesta, GSI confirmó que ellos y el JINR habían podido resolver todos los conflictos entre ellos.